# Doopsgezinde kerk (Makkum)
De doopsgezinde kerk van Makkum is een monumentaal kerkgebouw op de hoek van de Bleekstraat en de Tuinstraat in de Friese plaats Makkum.

## Geschiedenis
De doopsgezinde kerk van Makkum en de bijbehorende kosterswoning werden in 1909 gebouwd. Daarvoor had de doopsgezinde gemeente van Makkum in 1908 een perceel grond van de gemeente op de hoek van de Bleekstraat en de Tuinstraat gekocht. Het ontwerp van het complex is van de Leeuwarder architect Hendrik Hendriks Kramer. Hij ontwierp de gebouwen in een eenvoudige Um 1800-stijl. Kenmerkend zijn de verschillende klokgevels die zijn aangebracht, zowel in de kerk als in de kosterswoning. Het toegangsportiek aan de Bleekstraat bevindt zich onder een segmentboog met daarboven een borstwering op de hoek gemarkeerd met een bolpiron. Boven het portiek bevindt zich een van de klokgevels en aan de linkerzijde van het portiek is een torenvormige constructie gemaakt.
Het kerkorgel is in 1890 gebouwd door de firma L. van Dam & Zn uit Leeuwarden, daarbij is gebruikgemaakt van enige onderdelen van een eerder door A. van Gruizen in 1839 gebouwd orgel. De toegang tot het orgel is uitsluitend mogelijk via de kosterswoning.
De kosterswoning heeft zowel een klokgevel aan de Bleekstraat als aan de Tuinstraat. In dit laatste geveldeel bevindt zich de toegangsdeur tot de woning. In de woning bevindt zich een schouw met Makkummer tegels met daarop afbeeldingen van schepen.
Zowel de kerk als de kosterswoning zijn erkend als rijksmonument onder meer vanwege de gaafheid van het exterieur en interieur, de cultuurhistorische en architectuurhistorische betekenis en als voorbeeld van het oeuvre van de architect Kramer.

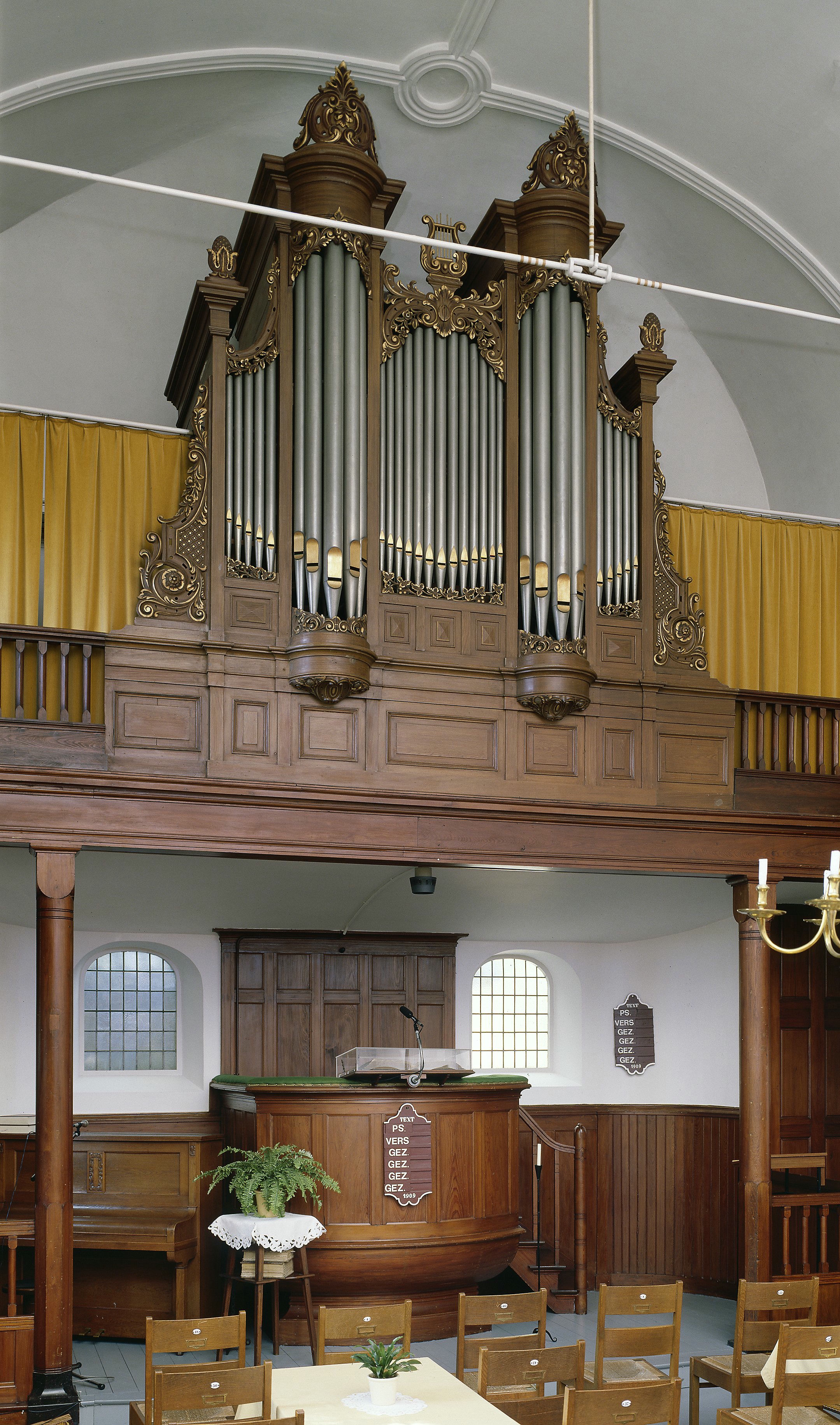
Interieur met orgel